# 三鹿集团
石家庄三鹿集团股份有限公司（简称三鹿集团）曾经是一家位于河北省石家庄市的中外合资企业，主要业务为奶牛饲养、乳品加工生产，主要经营产品为奶粉，其控股方是持股56%的石家庄三鹿有限公司，合资方为新西兰恒天然集团，持股43%。三鹿集团的前身是1956年2月16日成立的“幸福乳业生产合作社”，一度成为中国最大奶粉制造商之一，其奶粉产销量连续15年全中国第一。2008年三鹿婴儿奶粉获由国务院授予的、代表中国科技发展水平的最高奖项“国家科技进步奖”（乳业界），同年8月婴儿奶粉爆发三聚氰胺污染事件，企业声誉急剧下降。2008年12月24日，三鹿集團被法庭頒令破產。2009年3月，三鹿集团被三元集團競標收購資產。5月，三鹿相關商標在石家庄中院被拍賣，得標人江新華成立浙江三鹿實業有限公司。

## 历史
1983年，三鹿成为中国国内第一家规模化生产配方奶粉的企业。2006年，位居《福布斯》杂志评选的“中国顶尖企业百强”乳品行业第一位，三鹿不少产品都属于“国家免检”产品。
国际乳品制造商新西兰恒天然集团注资三鹿集团8.64亿元人民币，认购三鹿43%的股份，2006年合资公司开始运营。
2007年，三鹿集团实现销售收入100.16亿元。 同年9月2日，中国中央电视台《每周质量报告》播出了特别节目“中国制造”首集《1100道检测关的背后》，报道了三鹿奶粉出厂前要经过1100道检测检验。
在2008年1月8日举行的国家科学技术奖励大会上，三鹿集团股份有限公司“新一代婴幼儿配方奶粉研究及其配套技术的创新与集成项目”一举夺得2007年度国家科学技术进步奖二等奖，打破了中国乳业界20年来空缺国家科技大奖的局面。
三鹿集团奶粉产销量连续十五年保持中国全国第一，市场份额达18%。
三鹿于2008年5月12日汶川大地震发生后的第二天，向四川灾区捐赠价值100万元的乳制品。后来的几天内三鹿集团和各地的代理商加工厂共向灾区捐款500多万元。5月18日，三鹿集团再次向灾区捐赠价值880万元的婴幼儿配方奶粉。6月25日，北京航天城中国航天员科研训练中心新闻发布会宣布：三鹿成为中国航天乳饮料唯一生产企业。神舟七号为航天员训练和太空饮用的乳饮料甄选的宇航营养配方也是三鹿推出的高端奶7号配方7th航天配方。

## 奶粉污染事件
有证据显示，导致这次事件的三聚氰胺，早在几年前就广泛应用于需要添加蛋白质的食品及饲料中。
2007年底，三鹿收到多宗消费者投诉，指饮用该公司的奶粉的婴儿尿液中出现红色沉淀物。2008年初，三鹿集团内部会议曾要求调查事件。2008年5月17日，公司组成问题奶粉处理小组，一方面继续追查问题源头，另一方面利用公关手段处理投诉。经查奶粉中“非乳蛋白态氮”过高。7月公司已经证实奶粉问题为三聚氰胺含量过高，公司开始回收产品并控制舆论对事件保密。
2008年9月，三鹿奶粉问题經恆天然向北京方面直接舉發而曝光，震惊整个中国社会。这场毒奶粉事件并不是三鹿第一次陷入奶粉危机，早在2004年阜阳毒奶粉事件爆发后，三鹿品牌就被列入媒体公布的不合格奶粉和伪劣奶粉的黑名单，后来经过三鹿的公关，事件得到平息。
2008年9月15日，三鹿集团发表声明道歉，并承诺对于8月6日以前生产的产品，会全部收回，对其后生产的产品，如果消费者有异议、不放心，也将收回。
2008年9月17日，三鹿集团原董事长、总经理田文华被刑事拘留，并由张振岭接任。同日，中国国家质检总局因此次污染事件，宣布取消食品业的国家免检制度。
根据中华人民共和国《食品卫生法》和《产品质量法》，三鹿集团最高将被罚两亿元人民币，而后，三鹿集团被停产整顿。

## 後續
2008年12月24日，佔有三鹿集團43%股權的新西蘭恒天然公司聲明三鹿集團已被河北省石家莊市中級人民法院因三聚氰胺事件按債權人的要求頒令破產，被委任破產產業管理人管理。
2009年3月4日，三鹿集团在河北省石家庄市中级人民法院审判庭被位于中国北京的的国有企业三元集團竞拍成功。2009年5月12日，原三鹿集团的大部分資產連同七間核心廠房，在石家庄中院审判庭拍卖，被三元董事長江新華以730万元的价格竞得。該月，新公司以「浙江三鹿实业有限公司」的身份注册登記，主要產品為有机粗粮食品。